# Universidade Iorque

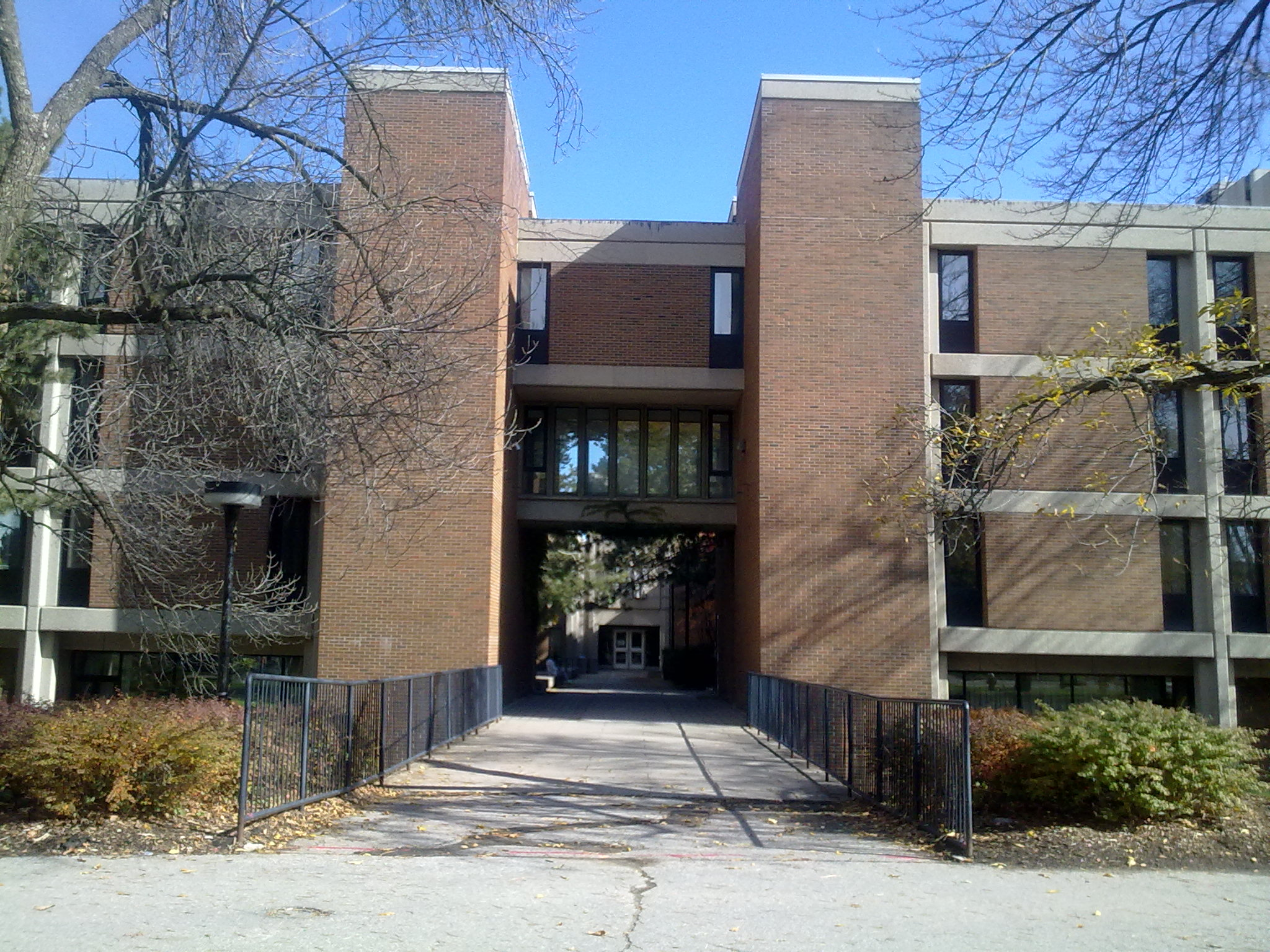
Edifício "Founders College" na York University.

A Universidade Iorque (em inglês: York University), também conhecida como YorkU ou simplesmente YU, é uma universidade pública de pesquisa em Toronto, Ontário, Canadá. É a terceira maior universidade do Canadá, e tem aproximadamente 55.700 alunos, 7.000 professores e funcionários e mais de 325.000 ex-alunos em todo o mundo. Possui 11 faculdades, incluindo a Faculdade de Artes Liberais e Estudos Profissionais, Faculdade de Ciências, Escola de Engenharia Lassonde, Escola de Negócios Schulich, Escola de Direito Osgoode Hall, Faculdade Glendon, Faculdade de Educação, Faculdade de Saúde, Faculdade de Meio Ambiente e Urbanismo Change, Faculdade de Pós-Graduação, Escola de Artes, Mídia, Performance e Design, e 28 centros de pesquisa.
A Universidade de York foi estabelecida em 1959 como uma instituição não denominacional pela Lei da Universidade de York, que recebeu consentimento real na Assembléia Legislativa de Ontário em 26 de março daquele ano. Sua primeira turma foi realizada em setembro de 1960 no Falconer Hall no campus da Universidade de Toronto com um total de 76 alunos. No outono de 1961, York mudou-se para seu primeiro campus, Glendon College, que foi alugado da U of T, e começou a enfatizar artes liberais e educação de adultos em meio período. Em 1965, a universidade abriu um segundo campus, o Keele Campus, em North York, dentro da comunidade do bairro agora chamada York University Heights.
Vários dos programas de York ganharam reconhecimento notável nacional e internacionalmente. York abriga a escola de cinema mais antiga do Canadá, que foi classificada como uma das melhores do Canadá, com uma taxa de aceitação comparável à da USC School of Cinematic Arts e da Tisch School of the Arts. A Osgoode Hall Law School de York foi classificada como a quarta melhor no Canadá, atrás da U of T, McGill e UBC. No ranking de MBA em tempo integral de 2011 do The Economist, a Schulich School of Business de York ficou em nono lugar no mundo e em primeiro lugar no Canadá, e no ranking de programas de MBA da CNN Expansion, Schulich ficou em 18º lugar no mundo, ficando em primeiro lugar no Canadá. A Escola de Cinesiologia e Ciências da Saúde de York ficou em quarto lugar no Canadá e em 24º lugar no mundo em 2018.
Nos últimos vinte anos, York se tornou um centro de conflitos trabalhistas, com vários professores e outras greves ocorrendo,, incluindo a greve universitária mais longa da história do Canadá em 2018 .

## Galeria
- Típico animal no campus Keele

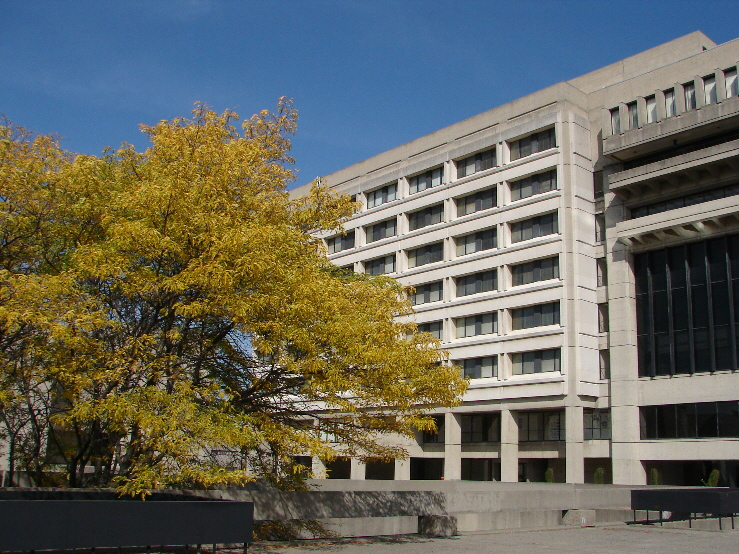
Ross Humanities and Social Sciences Building
- Tempestade de 2013 no centro do campus Keele
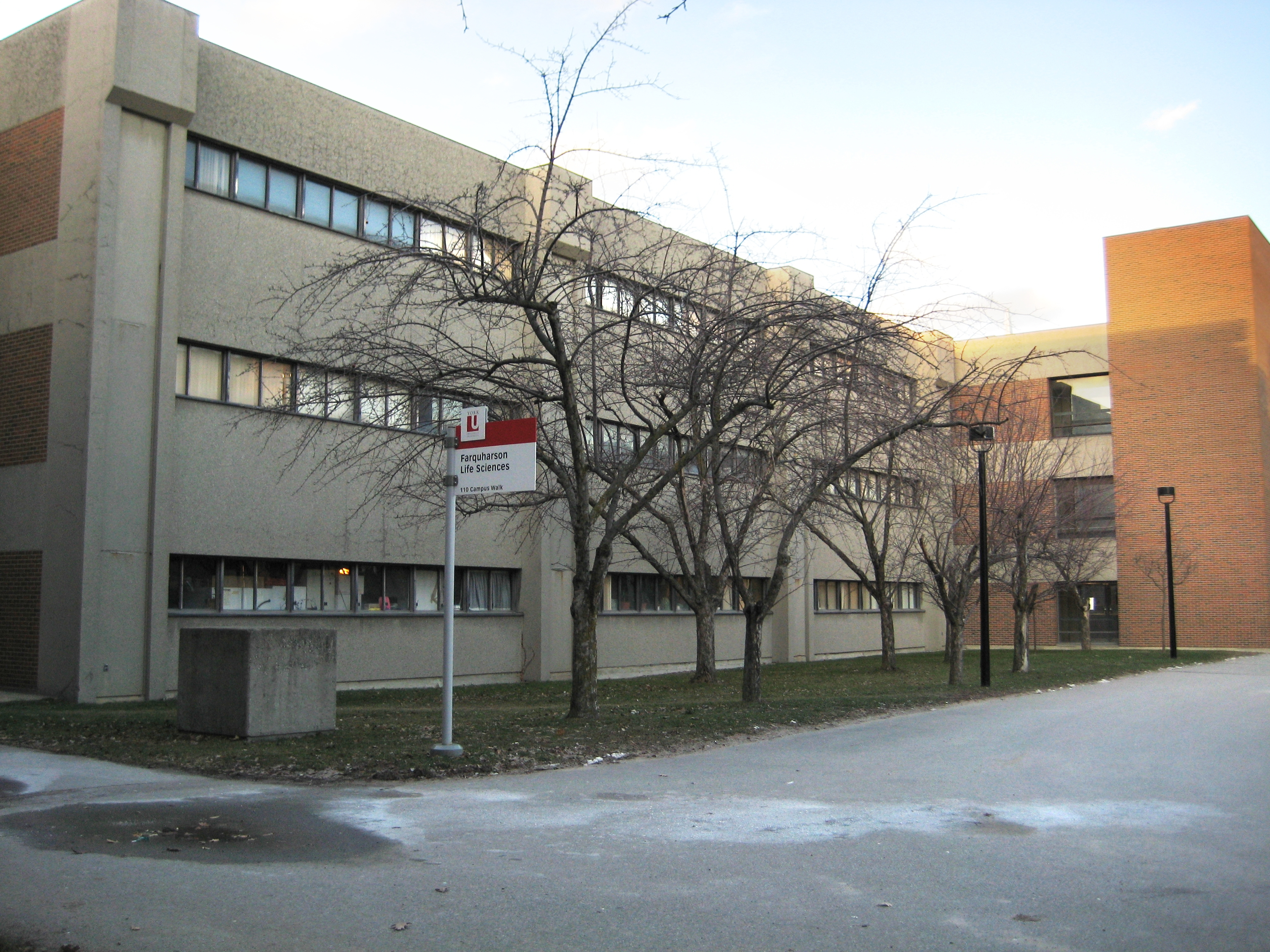
Farquharson Life Sciences Building
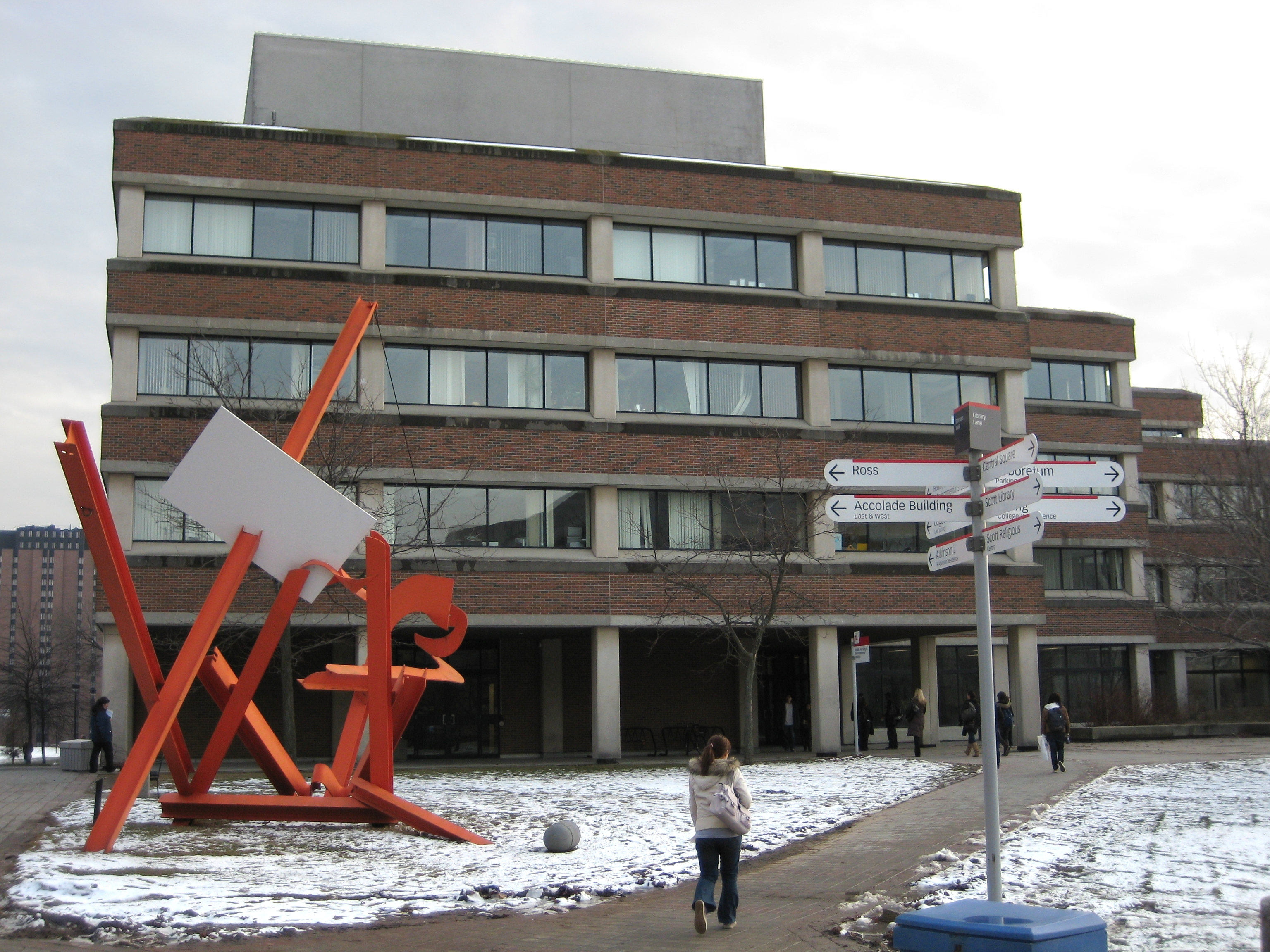
Health, Nursing and Environmental Studies Building
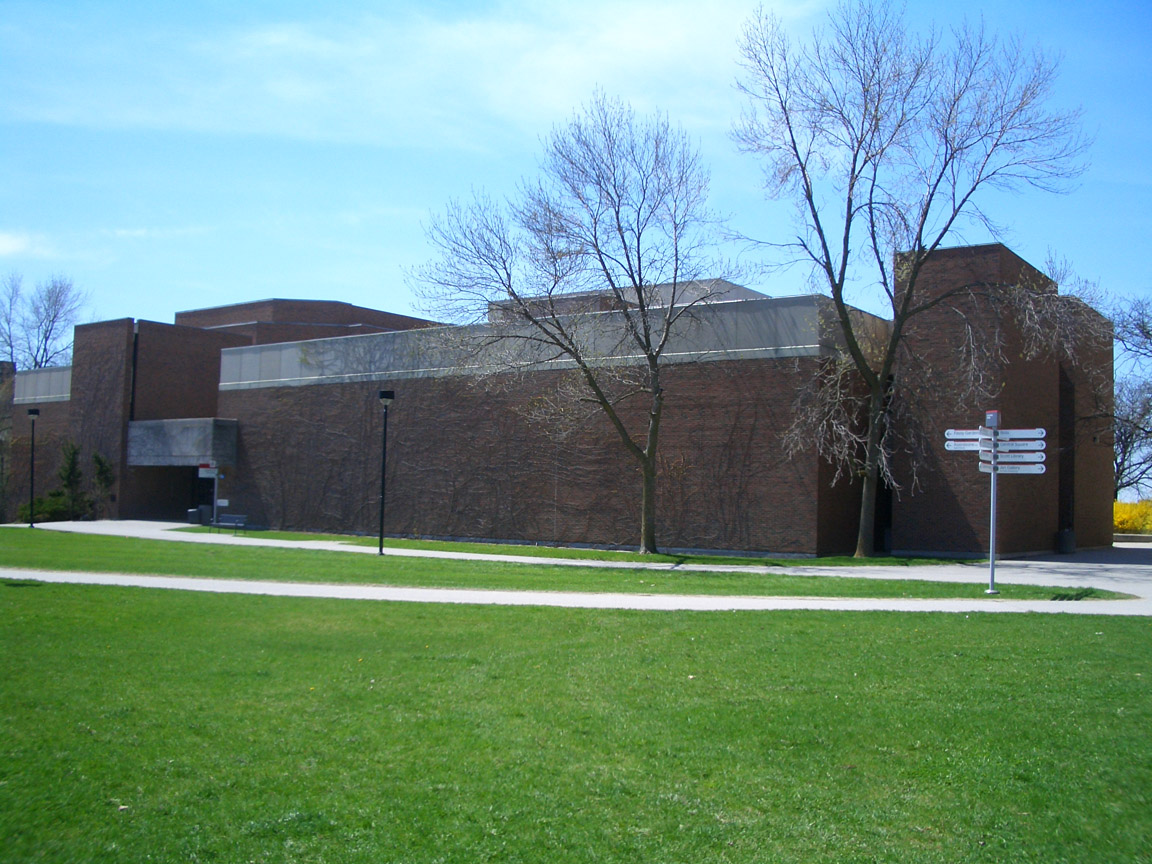
Osgoode Hall Law School
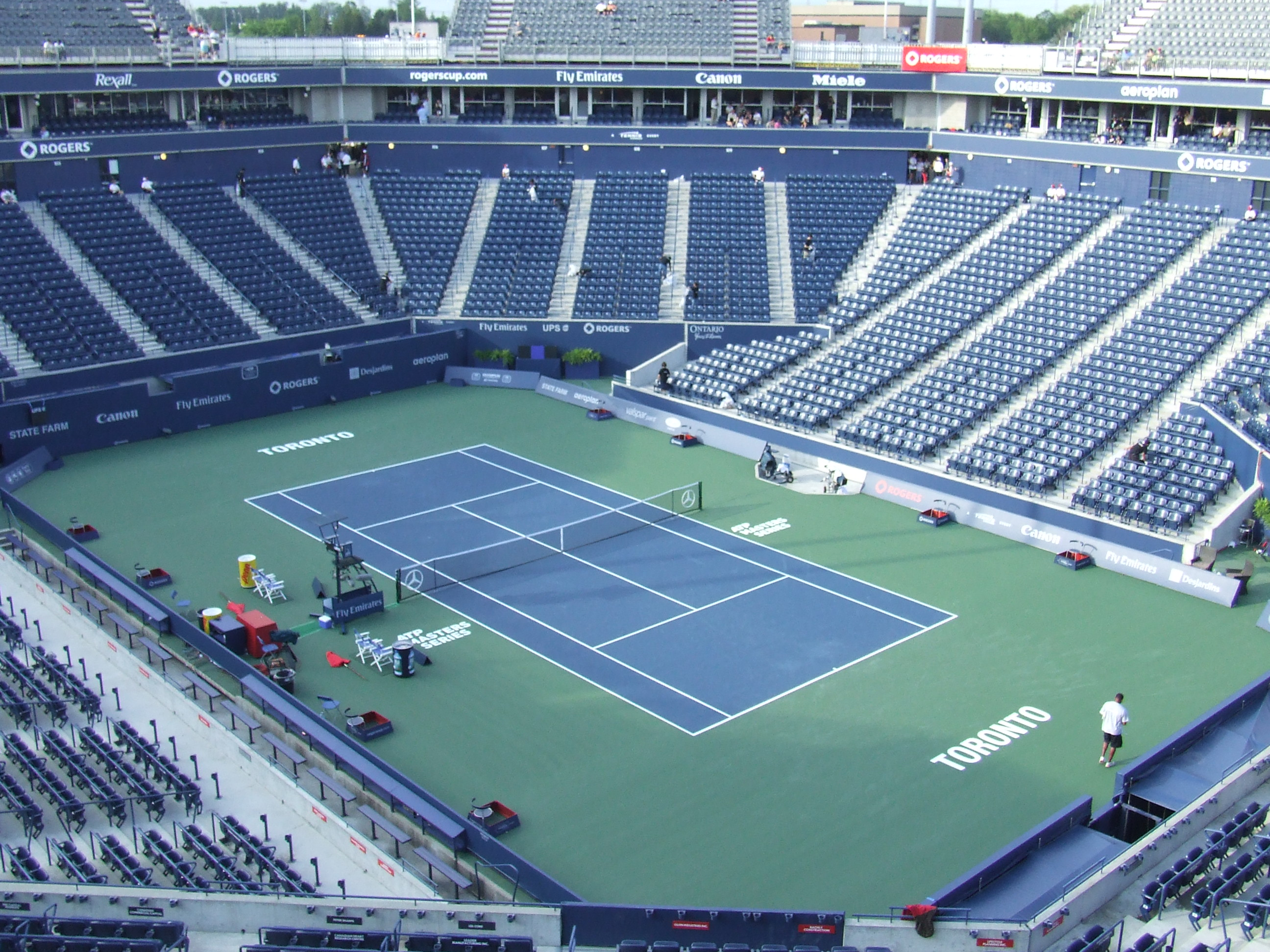
Rexall Centre
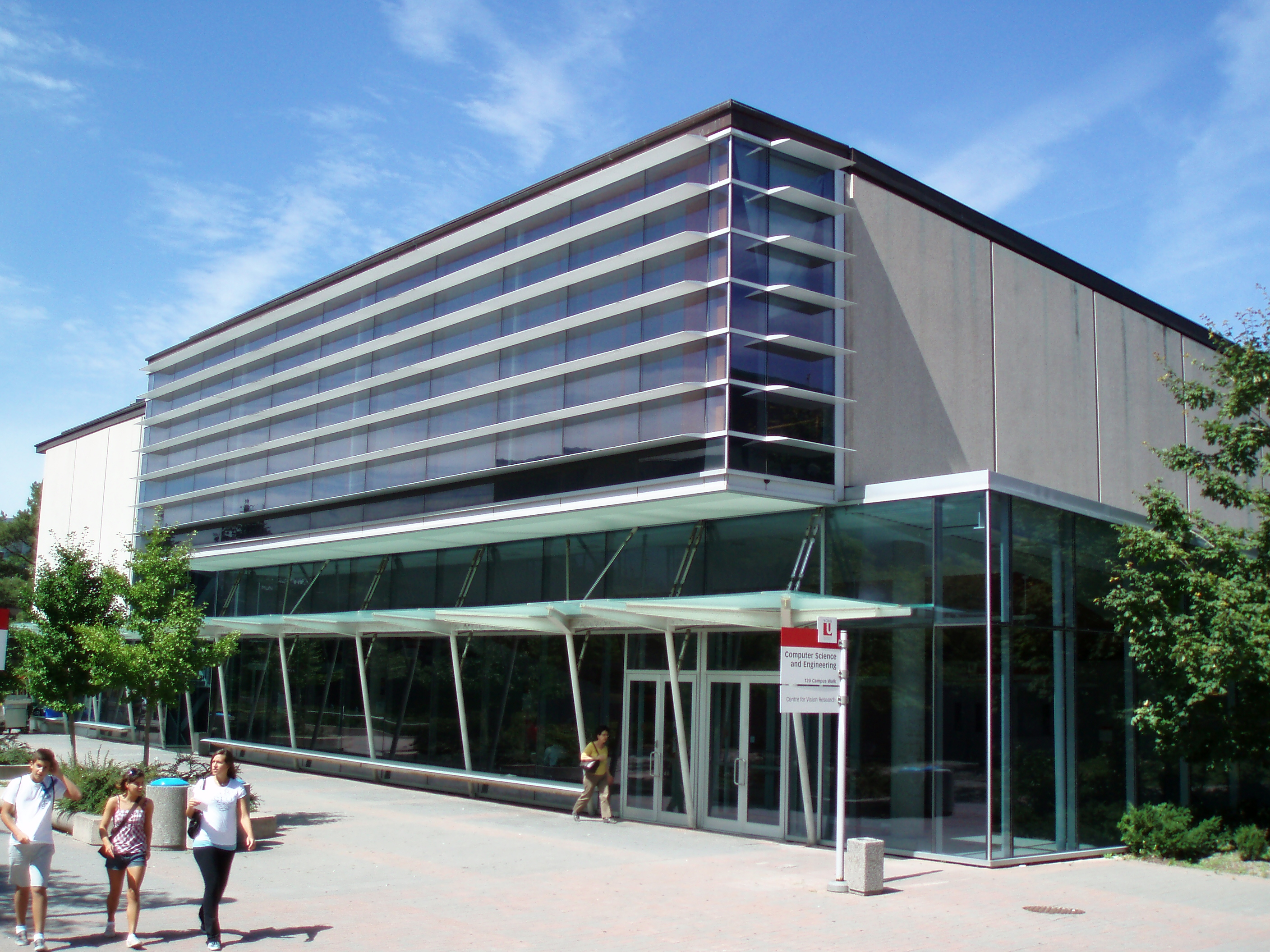
Lassonde Engineering Building
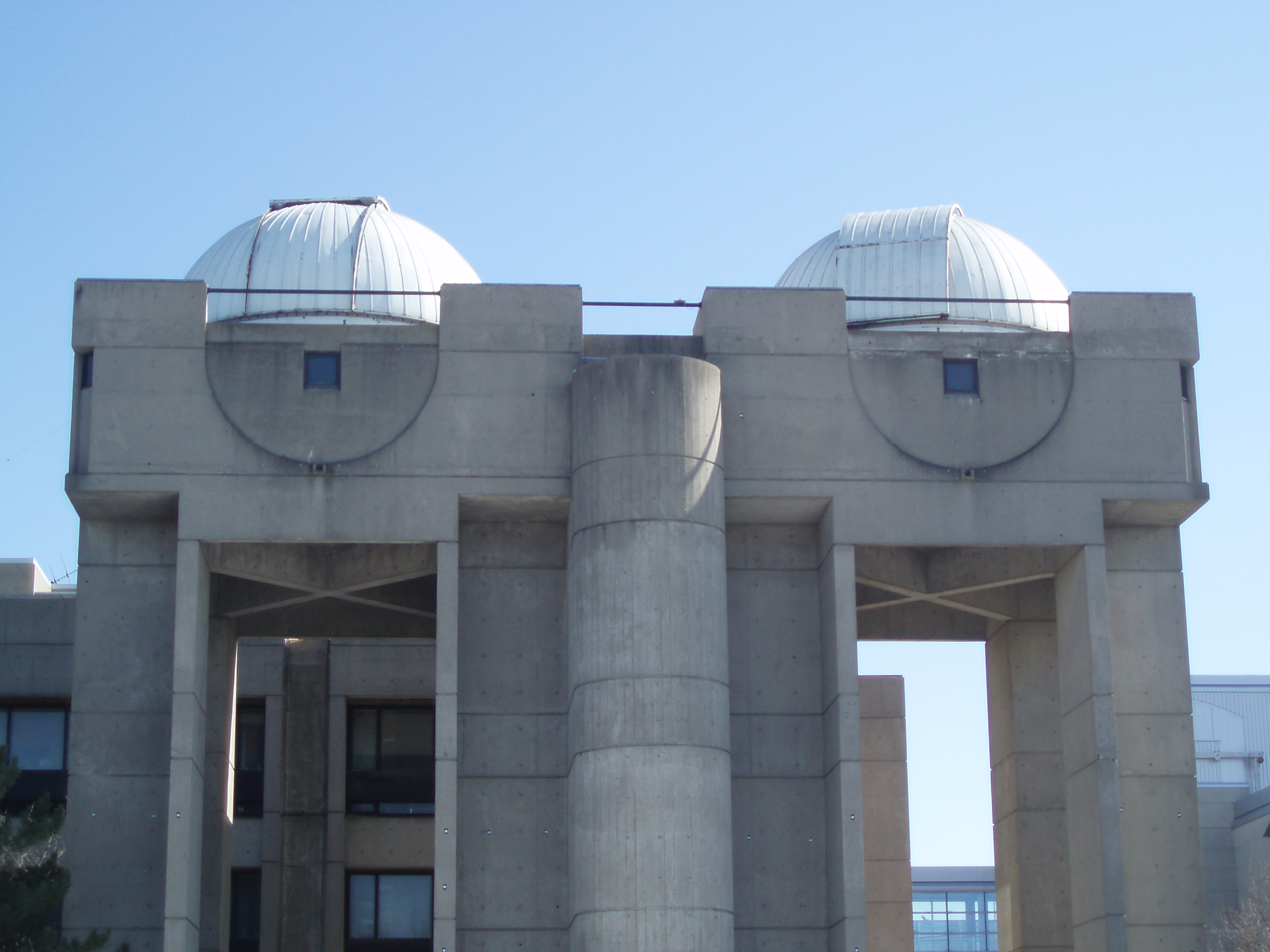
York University Observatory
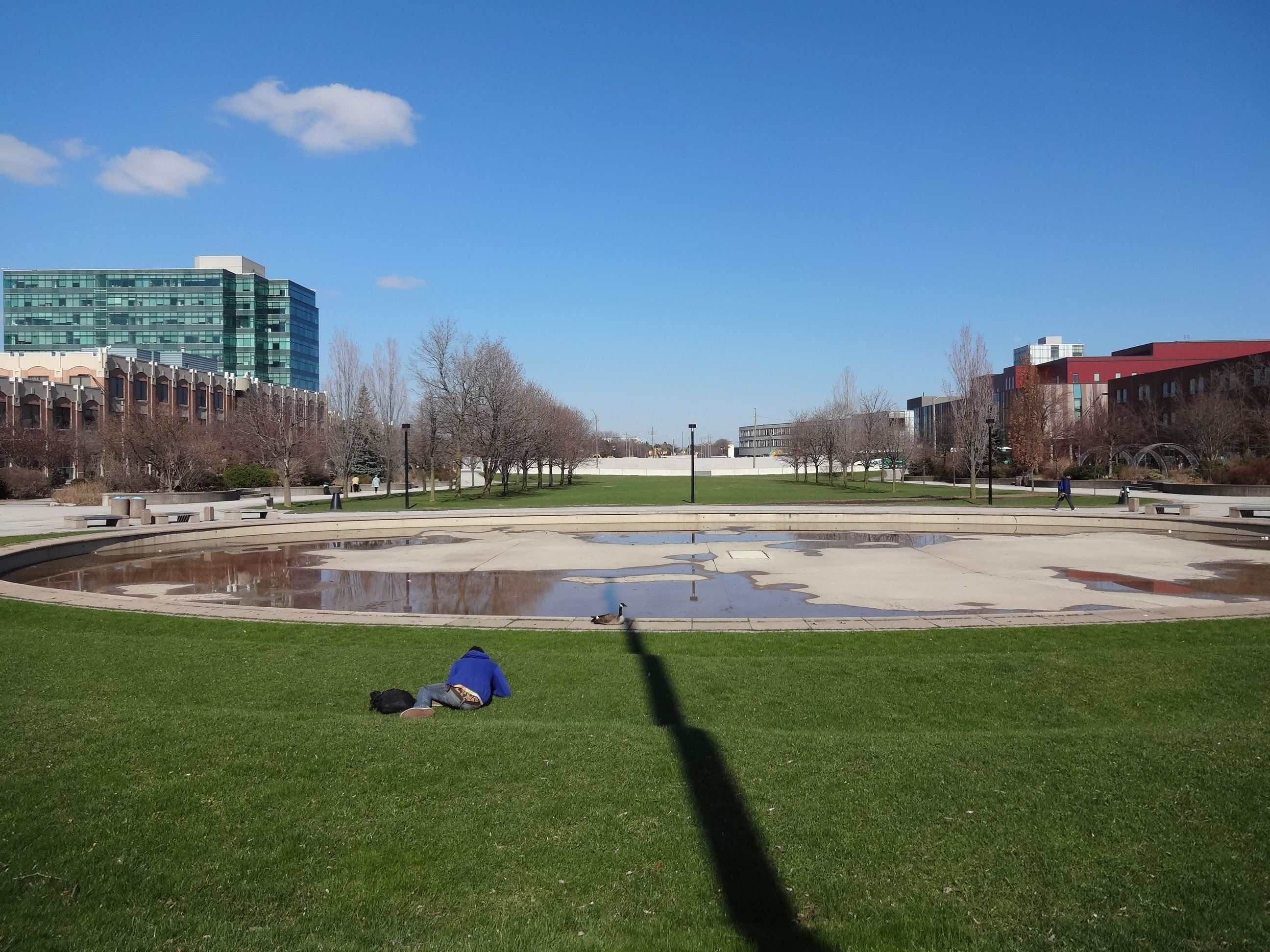
Praça Central da York University
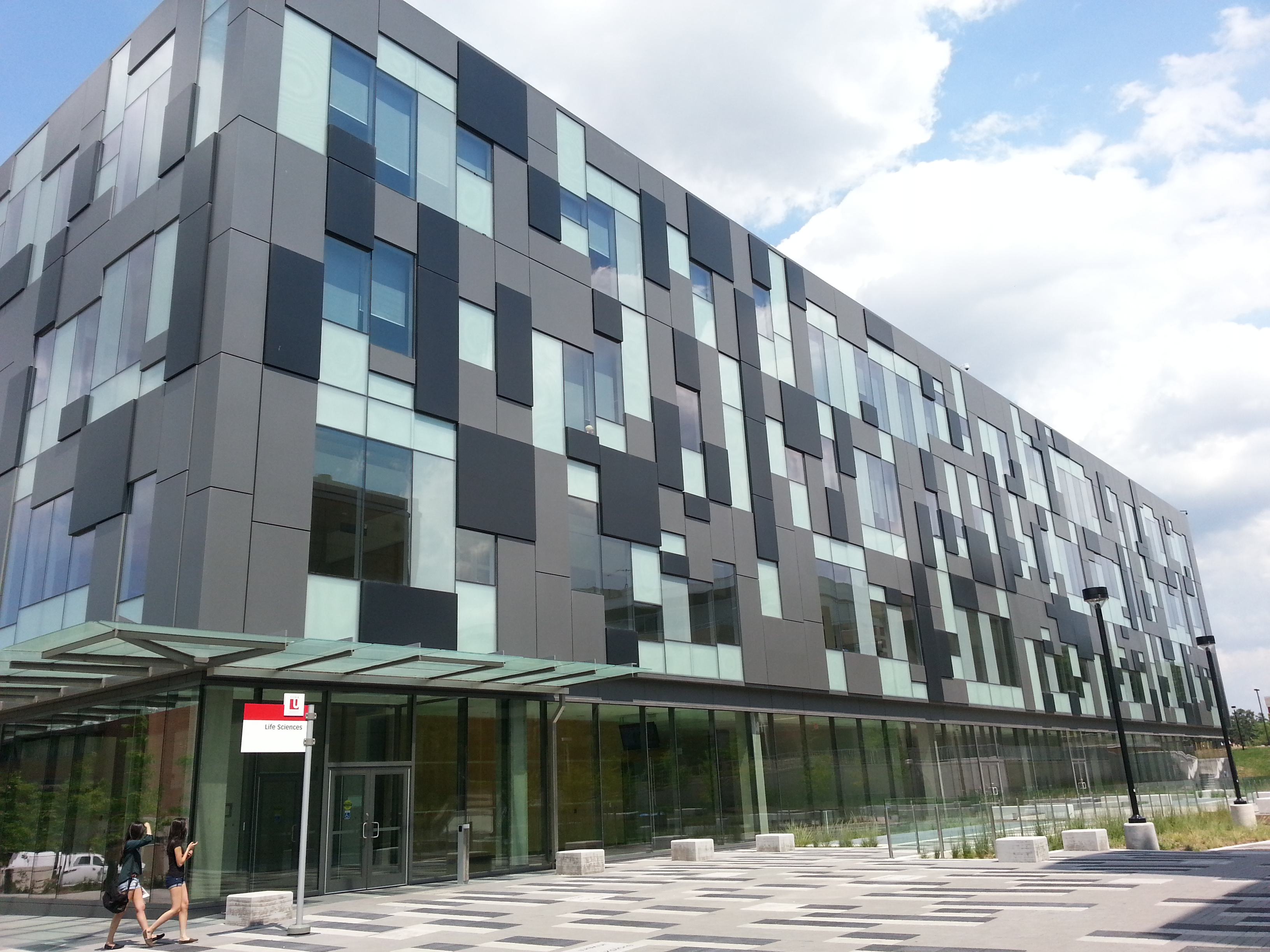
Life Sciences Building
- Neve no campus Keele